# Pordenone Calcio a 5
Il Pordenone Calcio a 5 è una squadra di calcio a 5, fondata nel 1993, con sede a Pordenone.

## Storia
Nato dalle ceneri delle vecchia FriulVini, società di calcio a 11 femminile che militava in seria A, il Pordenone si è da subito posto come obiettivo principale la valorizzazione del calcio a 5 nel territorio provinciale e regionale.

### Il percorso
Con oltre venti stagioni disputate nel futsal federale, la società vanta nel proprio palmares tre Coppe Italia FVG, conquistate nel 2001-2002, nel 2009-2010 e, la più recente, nel 2017-2018, oltre a quattro anni consecutivi di permanenza nel campionato di Serie B. Nella stagione 2021/22 arriva un ulteriore, inaspettato successo che lancia i neroverdi in Serie A2.
Dalla stagione 2012-2013 il Pordenone calcio a 5 si è posto come obiettivo anche la costruzione di un proprio settore giovanile, dove valorizzare e crescere i ragazzi del territorio pordenonese. A tale scopo sono state avviate delle iniziative volte a far conoscere il calcio a 5 ai più piccoli.

### Presente e futuro
Nella stagione 2017-2018 la prima squadra ha vinto il campionato italiano FIGC serie C1 del Friuli Venezia Giulia, ritornando nel campionato Nazionale di Serie B.
L'anno successivo, nella stagione 2018-2019, da neopromossi si sono classificati terzi, accedendo di diritto a giocarsi i playoff, dove hanno perso nella gara di ritorno della finalissima; un risultato non margiale per una formazione del territorio.
Seguono due accessi alle Final Eight di Serie B, nella stagione 2019-2020 (non disputate, causa COVID-19) e nella stagione 2021-2022, quella che vedrà il Pordenone Calcio a 5 vittorioso in campionato, conquistando, per la prima volta nella sua storia, la promozione in Serie A2.
L'anno successivo la formazione neroverde ha conquistato l'accesso alla nuova categoria, la Serie A2 Élite, posizionandosi subito al secondo posto ed arrivando a giocarsi la finalissima per l'accesso alla massima serie, poi vinta dai pugliesi della Vitulano Drugstore Manfredonia.
Ad oggi, la rosa è composta quasi interamente da giovani ragazzi della provincia pordenonese.